# ピエール・リシェ・ド・ベルヴァル

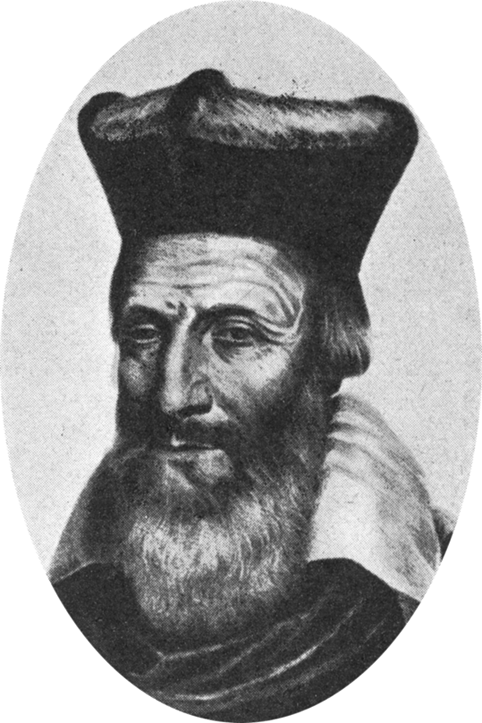
Pierre Richer de Belleval.

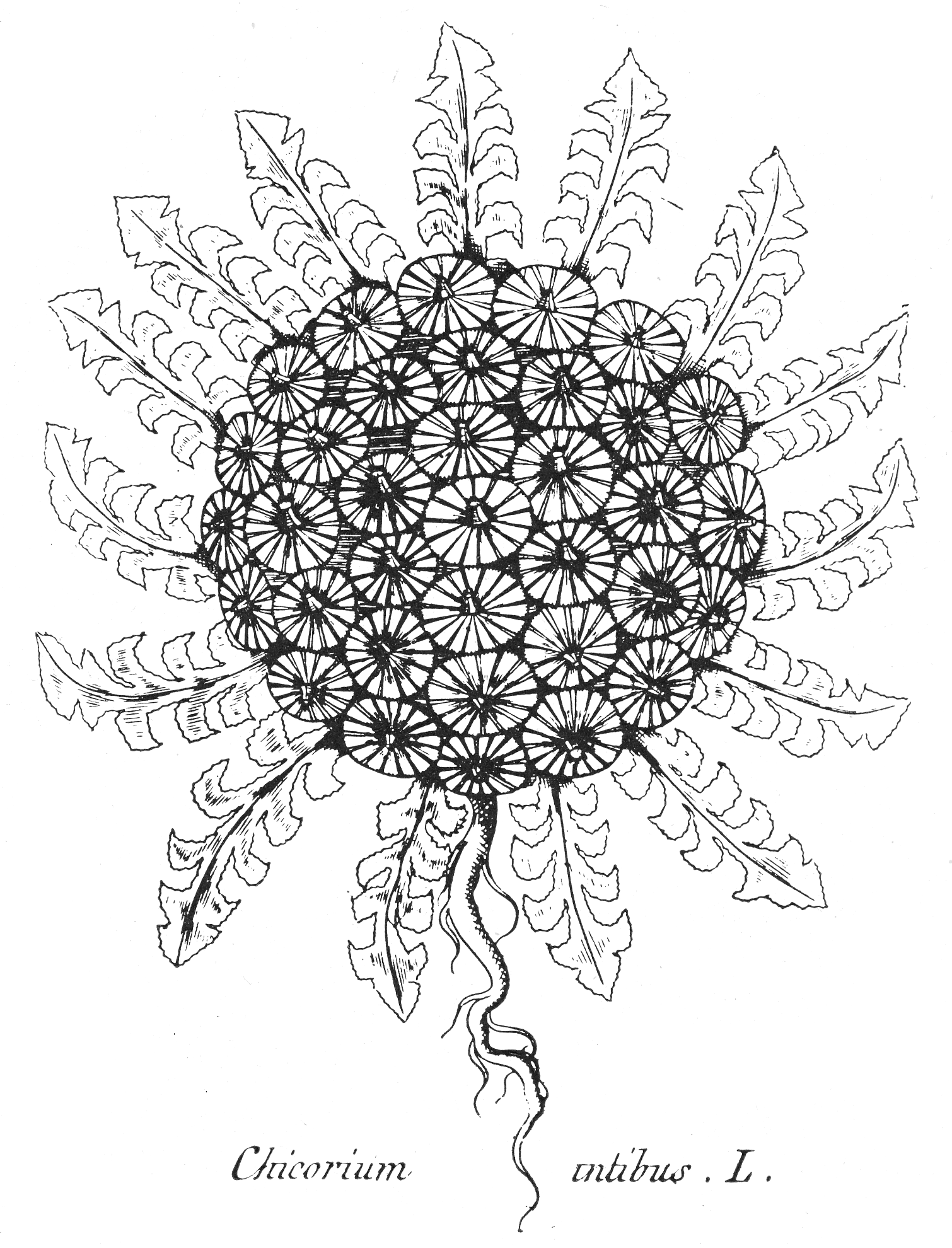
ジルベールの著作 Démonstrations élémentaires de botanique で発表された図版

ピエール・リシェ・ド・ベルヴァル（フランス語: Pierre Richer de Belleval、1564年 – 1632年11月17日）は、フランスの医師、植物学者である。モンペリエ植物園（フランス最古の学問のための植物園）を作った。

## 略歴
シャロン＝アン＝シャンパーニュで生まれた。1584年にモンペリエ大学で医学を学び始め、1587年にアヴィニョンで学位を得た。1857年に領主の財産を相続した娘と結婚し、その持参金はベルヴァルの研究を助けることになった。1587年から1593年の間、アヴィニョンやペズナなどで医師を開業し、ペズナに疫病が流行した時の治療活動で、ラングドックの市長のアンリ・ド・モンモランシーの保護を受けるようになった。モンペリエ在住のまま、フランス王アンリ4世の侍医に任じられた。
1593年にモンペリエ大学の解剖学と植物学の教授職に任じられ、1595年に博士号を得た。アンリ4世から1545年に創立されたパドヴァの植物園のような植物園をモンペリエに作ることを命じられ、植物園の建設に従事した。植物園には薬用植物を栽培する「王の庭」と、ラングドックなどの高地植物を栽培する「女王の庭」などが造られた。植物園の目的は医学と農学の研究のためであった。内乱によって植物園は1622年に破壊されるが、ベルヴァルはその再建をおこなった。1598年に植物園の植物目録を出版し、1605年版にランベルクの野生植物に関するフランス語の著作を行った。さらに未完の著作の版木を残した。これらの著作は18世紀にジルベール（Jean-Emmanuel Gilibert）などに発見され、刊行された。
キジカクシ科の1属、Bellevaliaに献名されている。